# مهدی قربانی
مهدی قربانی (متولد 15 فروردین 1365) مداح ایرانی اهل  تبریز است. وی در مناسبت‌های متعدد در مراسم های عزاداری ائمه اطهار، در ایران مداحی می کند.

## زندگی شخصی
وی فوق لیسانس فقه و حقوق از دانشگاه تبریز دارد و نمایندگی بیمه ایران و کارگزار رسمی بیمه مرکزی جمهوری اسلامی است و دارای یک فرزند دختر می باشد.
مهدی قربانی از سال 1373 و در سالروز میلاد امام حسین (ع) شروع به مداحی در بخش های مختلف از جمله، مناجات خوانی، سینه زنی و روضه خوانی پرداخته است.
او خادم افتخاری آستان قدس رضوی است و در مراسم های متعدد حرم حضرت علی بن موسی الرضا ( ع) نیز، مداحی می کند.
وی در برخی سفرهای خارجی نیز به دعوت مرکز اسلامی و آستان قدس رضوی و دیگر بخش ها در مراسم های مختلف از جمله: محرم سال 94 زوریخ سوئیس، فاطمیه سال 96 باکو آذربایجان، محرم سال 97 مسکو روسیه، سال 82 مداحی در مراسمات بعثه سوریه و سال 1403 در گرجستان حضور داشته و مداحی نموده است.

## آثار
از آثار برجسته وی می توان به موارد ذیل اشاره نمود:
- صدات کردم
- بوی حرم
- دعوت
- شمس الضها
- قصه عزت
- هم حسینی ها، هم یزیدی ها